# Интернет-культура

Интернет-искусство (ASCII art)

Интернет-культура (англ.  Internet culture) — культура подачи информации и культура общения пользователей в Интернете.
Может рассматриваться как вид массовой культуры и киберкультуры.
Как глобальный феномен интернет-культура возникла благодаря Интернету и приобрела признаки обособленного общественного явления в рамках человеческой цивилизации. В понятие интернет-культуры могут входить самые разные аспекты. Интернет дал людям богатый инструментарий и возможность каждому выразить себя индивидуально в глобальном информационном пространстве.
Интернет-культура является обобщающим понятием для множества входящих в неё киберкультур и субкультур, таких как киберспорт, свободное программное обеспечение, движение Викимедиа и т. д. На базе разных видов интернет-культур формируются специализированные интернет-сообщества, которые могут иметь очень разный масштаб (к примеру, культура и сообщество любых пользователей Интернета, знающих русский язык, формирует такое культурное явление как Рунет; Узбекистане аналогичное могут называть узнетом, в Белоруссии — байнетом).
В своей монографии Право и Интернет. Теория кибернетического права. 3-е изд. ученый И.М. Рассолов отмечает, что на сегодняшний день складываются все предпосылки для формирования отдельной информационной субкультуры субъектов интернет-отношений. Она может быть представлена как часть правовой культуры информационного общества, которая характеризуется уровнем правосознания, правопорядка и законности во всех сферах общественной жизни, в том числе в информационной сфере, включая киберпространство.
При этом эту субкультуру  можно рассматривать, с одной стороны, как процесс информационной деятельности, а с другой - как совокупность предметов и результатов такой деятельности людей нa протяжении всего существования информационного общества.
Интернет-культура породила такие явления как «блоги», «интернет-литература», культура социальных сетей и мн. др. Атрибутом интернет-культуры является, среди прочего, использование в письменной речи «смайликов» и акронимов английских выражений, таких как IMHO (In My Humble/Honest Opinion — «по моему скромному мнению») и RTFM (Read The Fucking Manual — «читайте грёбаную инструкцию») — акронимы символизируют желание носителя культуры сократить объёмы набора на клавиатуре или экономию знакомест в SMS. Эти и некоторые другие традиции интернет-культуры восходят, среди прочего, к ранним киберкультурам пользователей компьютерных сетей, отличных от Интернета, например, Фидонета и локальных сетей. Ранние виды интернет-культур ассоциировались с экзотическими социальными прослойками, известными как «гики», «фрики» и пр., затем пользование Интернетом вошло в повседневную жизнь большинства, став фактором глобализации. Интернет-культура изучается в киберпсихологии.